# Лученко, Ксения Валерьевна
Ксе́ния Вале́рьевна Луче́нко (род. 13 июня 1979, Москва) — российская журналистка, публицистка, редактор, филолог, преподаватель.
Область научных интересов: русское православие и его влияние на российскую политику и общество; церковно-государственные и церковно-общественные отношения в Восточной Европе; политическая и культурная история Русской Православной Церкви в XX и XXI веках; российские СМИ и журналистика, пропаганда и идеология. Является автором нескольких десятков журналистских и научных статей о религиозной жизни в постсоветской России и роли православия в формировании путинского режима. Она также является редактором нескольких документальных фильмов о советских диссидентах и интеллектуалах.

## Биография
Родилась 13 июня 1979 года в Москве.
В 1996 году окончила в Москве гуманитарно-лингвистическую гимназию № 1541 (французский и английский языки).
С 1999 года — внештатный автор различных СМИ.
В 2001 году окончила факультет журналистики МГУ им. М. В. Ломоносова, параллельно окончив 3 курса факультета иностранных языков.
С 2002 по 2009 год — сотрудница Издательского Совета Русской православной церкви, обозреватель газеты «Церковный вестник». Входила в редакторскую группу нескольких интернет-проектов (среди них — «Соборность», «Орто-медиа.ру», «Церковный вестник», «Пасха.ру»). С 2004 по 2008 год — пресс-секретарь ряда церковно-общественных форумов.
С 2006 по 2009 год была редактором еженедельного телевизионного ток-шоу «Русский взгляд» на «Третьем канале».
20 марта 2009 года на журфаке МГУ защитила диссертацию на соискание учёной степени кандидата филологических наук на тему: «Интернет в информационно-коммуникационной деятельности религиозных организаций России».
С 2009 по 2015 год — сотрудница Издательства Московской Патриархии. С ноября 2009 года по февраль 2011 года — главный редактор интернет-издания «Татьянин день». В 2010 году становится редактором телепрограммы «Тем временем» на канале «Культура», гле работала до её закрытия в 2020 году. По случаю закрытия программы Александр Архангельский поблагодарил в том числе Ксению Лученко: «Спасибо редактору и „сюжетчику“ Ксении Лученко — моему дорогому соавтору и в других проектах». С 2012 по 2013 год — консультант портала «Православие и мир», с 2013 по 2015 год там же была стратегическим редактором.
В 2016—2019 годах — доцент кафедры политических и общественных коммуникаций Института общественных наук РАНХиГС. С 2019 года до весны 2022 года — заведующая кафедрой Теории и практики медиакоммуникаций Института общественных наук РАНХиГС и декан факультета медиакоммуникаций МВШСЭН (Шанинки).
С 2018 по 2023 год — методист просветительского проекта Гёте-института в Москве и портала Colta.ru при поддержке Европейского союза «The Earth Is Flat — Как читать медиа?». Приглашенный исследователь Европейского совета по международным отношениям (ECFR). Автор журналистских и аналитических текстов об РПЦ в постсоветский период, церковно-государственных и церковно-общественных отношениях, нескольких книг и телеграмм-канала «Православие и зомби».
В апреле 2022 года эмигрировала из России.
С 2023 года — руководитель образовательной программы по медиа и журналистике в университете FLAS (Faculty of Liberal Arts and Sciences), основанном в Черногории эмигрировавшими из России после 2022 года преподавателями и там же получившем в 2024 году государственную аккредитацию. С 2024 года Лученко также является заместителем декана университета FLAS по связям с общественностью.
16 мая 2025 года включена Министерством юстиции РФ в список «иностранных агентов».

## Семья
Замужем, мать двоих сыновей. Муж — Сергей Чапнин.

## Награды
- лауреат конкурса «Православная инициатива» (2005)[5].
- медаль «1020-летие Крещения Руси» I степени (ноябрь 2008)[18]

## Сочинения

### Книги
- Интернет-СМИ : теория и практика : учебное пособие для студентов высших учебных заведений, обучающихся по направлению 030600 и специальности 030601 «Журналистика» / Коллектив авторов: Алексеева А. О. (гл. 9), Вартанова Е. Л. (гл. 1), Круглова Л. А. (гл. 6), Лосева Н. Г. (гл. 7, 8), Лукина М. М. (гл. 3, 6, 8), Лученко К. В. (гл. 6), Рихтер А. Г. (гл. 5), Смирнова О. В. (гл. 10), Фомичева И. Д. (гл. 2, 3, 4); под ред. М. М. Лукиной. — Москва : Аспект Пресс, 2010. — 348 с. — ISBN 978-5-7567-0542-3 (шестая глава)
- Матушки : жены священников о жизни и о себе. — Москва : Никея, 2013. — 367 с. — ISBN 978-5-91761-158-7
  - Матушки : жены священников о жизни и о себе. — [4-е изд.]. — Москва : Никея, 2013. — 367 с.
  - Матушки : жены священников о жизни и о себе. — 5-е изд., испр. — Москва : Никея, 2014. — 380 с. — (Люди церкви). — ISBN 978-5-91761-310-9
- Движение к небу : [духовно-просветительское издание : 30+] / Ксения Лученко, Сергий Круглов. — Москва : Никея, 2015. — 266 с. — (Открытый разговор журналиста и священника). — ISBN 978-5-91761-442-7
- Я муравей : [смелый, как лев, сильный, как медведь, мудрый, как сова : для чтения взрослыми детям : 6+] / ил. Андрей Попов. — Москва : Гупало Георгий [и др.], 2016. — 31 с. — (Занимательная зоология). — ISBN 978-5-9614-5444-4. — 5000 экз.
  - Я муравей : смелый, как лев, сильный, как медведь, мудрый, как сова : для чтения взрослыми детям : 6+ / иллюстратор Андрей Попов. — Москва : Альпина дети [и др.], 2020. — 29 с. — (Занимательная зоология, ISBN 978-5-9614-5449-9). — ISBN 978-5-9614-5444-4. — 3000 экз.
  - Я муравей : [для чтения взрослыми детям] / иллюстратор: Андрей Попов. — Москва : Альпина дети [и др.], 2022. — 31 с. : цв. ил. ; 26 см. — (Занимательная зоология). — Др. произведения авт. на 4-й с. обл.
- Россия: взгляд с колокольни : от Калининграда до Якутии : документальная проза / фот. проекта Анна Гальперина. — Москва : Никея, 2016. — 415 с. — ISBN 978-5-91761-495-3. — 5000 экз.
- Вавилон и окрестности. Церковь между обществом и государством. — Издательство: Литагент Ридеро, 2017. — ISBN 978-5-4485-9660-5
- Самые сильные животные : энциклопедия : [сборник] : для детей 6-9 лет / Ксения Лученко, Александр Архангельский, Андрей Максимов, Наталья Лосева, Аркадий Инин, [главный редактор: Л. Богомаз] ил. Сергея Собина [и др.]. — Москва : Альпина дети [и др.], 2022. — 154, [4] с. : цв. ил., портр. ; 28 см. — (Занимательная зоология) ISBN 978-5-9614-8073-3
- Благими намерениями: Русская православная Церковь и власть от Горбачева до Путина. — Алматы: Эхо книги, 2025. — 436 с. — ISBN 978-6-0182-2576-5

### Академические статьи
- Интернет в системе церковных коммуникаций // Церковь и время. 2004. — № 3 (28) — C. 126—138.
- Религиозный сегмент Рунета. Основные характеристики // Журналистика в 2004 году. СМИ в многополярном мире. Сборник материалов научно-практической конференции. Часть I. — М.: Факультет журналистики МГУ им. М. В. Ломоносова, 2005. — C. 201—203.
- Интернет в информационной деятельности религиозных организаций // Журналистика в 2005 году. Трансформация моделей СМИ в постсоветском информационном пространстве. Сборник материалов научно-практической конференции. — М.: Факультет журналистики МГУ им. М. В. Ломоносова, 2006. — C. 432—434.
- Журналист в блогосфере: за и против // МедиаАльманах. 2006. — № 2 (13). — С. 72-81.
- Интернет и религиозные коммуникации в России // Медиаскоп, 7 июля 2008
- Интернет-телевидение — СМИ будущего? // Наука телевидения. — 2009. — Т. 6. — С. 180—187.
- Религия как тематический сегмент интернет-телевещания // Вестник Московского университета. Серия 10: Журналистика. — 2009. — № 4. — С. 104—108.
- Освещение религиозных событий онлайновыми СМИ // Вестник Московского университета. Серия 10. Журналистка. — 2009. — № 2. — С. 182—188.
- Культура в Интернете. Интернет-культура // Культура России. 2000-е годы / Государственный институт искусствознания. — Санкт-Петербург : Издательство Алетейя, 2012. — С. 719—739. (в соавторстве)
- Orthodox online media on runet: history of development and current state of affairs // Digital Icons: Studies in Russian, Eurasian and Central European New Media. — 2015. — Т. 14. — №. 2015. — С. 123—132.
- Orthodoxes Fernsehen in Russland // Religion & Gesellschaft in Ost und West. 2015. — № 10.
- Опыт создания программы журналистского образования в рамках системы liberal arts // Век информации. — 2018. — № 2-2. — С. 317—319.
- Цифровизация богослужебных практик в период пандемии коронавируса в контексте медиатизации православия // Государство, религия, Церковь в России и за рубежом. — 2021. — Т. 39, № 1. — С. 39-57.
- Просветительские платформы самообразования как медийный продукт // Граница : Сборник научных трудов проекта NOT ONLY. NOT ONLY 2020: Теория и практика гуманитарных исследований. — Москва: Информационно-издательский дом «Филинъ», 2021. — С. 162—178.

- Православный Интернет : справочник-путеводитель. — Москва : Издательский Совет Русской Православной Церкви, 2004. — 128 с. — (Библиотека «Церковного вестника»). — ISBN 5-94625-096-5
  - Православный Интернет : справочник-путеводитель. — 2-е изд., испр. и доп. — Москва : Издательский Совет Русской Православной Церкви : Арефа, 2007 (М. : Московская типография № 6). — 182 с. — ISBN 5-94625-188-0.

- Возвращение в храм. ng.ru. Независимая газета (9 сентября 1999).
- Рождение православной партии России. ng.ru. Независимая газета (5 июля 2000).
- Православные гимназии. sobor.ru (1 сентября 2000).
- Понятие о святости на Востоке и Западе. ng.ru. Независимая газета (13 сентября 2000).
- Виртуальная проекция жизни епархий. sobor.ru (20 октября 2000).
- Умный глупого не разумеет. ng.ru. Независимая газета (14 декабря 2000).
- Кибермонахи берут слово в он-лайне. sobor.ru (4 декабря 2000).
- Православный Рунет: чем запомнится уходящий год? sobor.ru (24 декабря 2000).
- Православное образование: сетевая версия. sobor.ru (22 января 2001).
- Миссия или аналитика? ng.ru. Независимая газета (27 июня 2001).
- Монастырская экономика. www.ng.ru. Независимая газета (19 июня 2002).
- Мертвый сезон религиозного рунета. ng.ru. Независимая газета (21 августа 2002).
- С кем дружить православным. ng.ru. Независимая газета (3 декабря 2003).
- Интернет по-православному. russ.ru. Русский журнал (16 декабря 2003).
- Православные создают единое информационное пространство. CNews.ru. CNews (5 января 2004).
- «Православный контекст» избирательных кампаний. rusk.ru. Русская линия (2 июня 2004).
- Они умеют надеяться. Православный журнал «Нескучный сад». nsad.ru (9 августа 2005).
- Молебен против СПИДа. rusk.ru. Русская линия (30 августа 2005).
- Что читать православным детям? rusk.ru. Русская линия (20 декабря 2005).
- Другая Европа. rusk.ru. Русская линия (12 сентября 2006).
- Поверить по-честному. rusk.ru. Русская линия (3 октября 2006).
- Интернет и дела милосердия. nsad.ru. Православный журнал «Нескучный сад» (26 марта 2007).
- Бабушка. pravmir.ru. Правмир (17 декабря 2007).
- Священник на телевидении: бисер перед свиньями? Правмир. pravmir.ru (1 февраля 2008).
- На смерть тирана. pravmir.ru. Правмир (4 марта 2008).
- Между подлинниками и муляжами. pravmir.ru. Правмир (2 апреля 2008).
- Риэлити. www.pravmir.ru. Правмир (7 октября 2008).
- Колдун-ТВ. pravmir.ru. Правмир (13 ноября 2008).
- «Вирус» иконоборчества. pravmir.ru. Правмир (24 ноября 2008).
- Шок навстречу. pravmir.ru. Правмир (4 марта 2009).
- Пьянству - бой? pravmir.ru. Правмир (27 мая 2009).
- Будущее интернет-телевидения: время профессионалов. pravmir.ru. Правмир (7 июля 2009).
- Чемодан, вокзал, Союз? pravmir.ru. Правмир (20 июля 2009).
- Семья и школа: закадычные враги? pravmir.ru. Правмир (9 ноября 2009).
- Россия, XX век: история человека. taday.ru. Татьянин День (18 ноября 2009).
- Конец толерантности? taday.ru. Татьянин День (24 ноября 2009).
- Книжка про улитку и Христа. pravmir.ru. Правмир (1 декабря 2009).
- Судить нельзя помиловать. taday.ru. Татьянин День (7 декабря 2009).
- Ребятам о зверятах. taday.ru. Татьянин День (17 января 2010).
- Тезисы Патриарха. taday.ru. Татьянин День (1 февраля 2010).
- Утром или вечером? taday.ru. Татьянин День (17 февраля 2010).
- Реинкарнация монстра. taday.ru. Татьянин День (19 апреля 2010).
- Товар-дети-товар. taday.ru. Татьянин День (29 апреля 2010).
- Выставка преткновения. taday.ru. Татьянин День (9 июня 2010).
- Лев Толстой: «христианство» без Христа. taday.ru. Татьянин День (28 октября 2010).
- Будет ли принят закон о передаче Церкви имущества? taday.ru (1 ноября 2010).
- Сегодня – Боголюбово, завтра - …? taday.ru. Татьянин День (1 ноября 2010).
- Боголюбская аномалия. taday.ru. Татьянин День (1 ноября 2010).
- Реплики или новаторство: каким будет храм XXI века? taday.ru. Татьянин День (3 ноября 2010).
- Слово отозвалось. taday.ru. Татьянин День (7 ноября 2010).
- Крестовоздвиженский прецедент. taday.ru. Татьянин День (9 декабря 2010).
- Митрополит Иларион: Межсоборное присутствие придает динамизм Архиерейскому собору. taday.ru. Татьянин День (1 февраля 2011).
- Христиане в политике сегодня. russ.ru. Русский журнал (5 сентября 2011).
- Warhammer и учение Иоанна Ладожского. russ.ru. Русский журнал (19 сентября 2011).
- Православные выставки: торговля или общение? Православный журнал «Нескучный сад». nsad.ru (31 октября 2011).
- Чудо об очереди. russ.ru. Русский журнал (28 ноября 2011).
- Три книги. www.pravmir.ru. Правмир (19 декабря 2011).
- Христианин в политике обречен на бездомность? (ВИДЕО, ФОТО). www.pravmir.ru (9 февраля 2012).
- Зарядье: парк или парковка у Кремля? pravmir.ru. Правмир (16 февраля 2012).
- Наблюдение на выборах – принимать ли участие? (+ ВИДЕО). pravmir.ru. Правмир (1 марта 2012).
- Лития на могиле безбожника. pravmir.ru. Православие и мир (13 марта 2012).
- Проповедь шоу-бизнеса. pravmir.ru. Правмир (17 апреля 2012).
- Слишком много красного. pravmir.ru. Правмир (11 мая 2012).
- Что такое православные СМИ? pravmir.ru. Правмир (14 июня 2012).
- Павел Бусалаев:онописцем – лучшая возможность для художника в этом мире (+ФОТО). pravmir.ru. Правмир (4 июля 2012).
- Остров Откровения. nsad.ru. Православный журнал «Нескучный сад» (9 октября 2012).
- Игумен Филипп (Симонов): Война 1812 года расколола российское общество (+Видео). pravmir.ru. Правмир (25 октября 2012).
- Вера и кровь. pravmir.ru. Правмир (13 декабря 2012).
- «Расстриги»: тема не раскрыта. pravmir.ru. Правмир (18 января 2013).
- Не интересуетесь политикой? Тогда она идет к вам! pravmir.ru. Правмир (15 февраля 2013).
- Уже несвятые святые. pravmir.ru. Правмир (15 февраля 2013).
- «Спас» рукотворный. colta.ru (11 июля 2013).
- В тени Голгофы. www.pravmir.ru. Правмир (25 июля 2014).
- Вера или идеология? colta.ru (22 сентября 2014).
- Ксения Лученко: Вопрос самоубийств связан с обезболиванием, но до обезболивания надо ещё дожить. pravmir.ru. Правмир (28 марта 2015).
- Скелеты в сейфе. colta.ru (15 октября 2015).
- Бутовский полигон. pravmir.ru. Правмир (30 октября 2015).
- Храм в огороде. pravmir.ru. Правмир (24 ноября 2015).
- «Нам людьми некогда заниматься, а вы – кошками…» pravmir.ru. Правмир (8 декабря 2015).
- Михаил Пиотровский: Человек должен быть сложным. pravmir.ru. Правмир (2016).
- О чем договорились папа и патриарх. carnegiemoscow.org (16 февраля 2016).
- Что мешает РПЦ признать царские останки. vedomosti.ru. Ведомости (17 июля 2018).
- Молодая пленница. Как новая церковь Украины рискует повторить судьбу РПЦ. carnegiemoscow.org (17 декабря 2018).
- Как открытое письмо священников изменило Церковь. car.typeco.de (20 сентября 2019).
- Ольга Попова: «Я эмигрировала из Древней Руси в Византию». pravmir.ru. Правмир (17 января 2020).
- Человек Кирилла. Что сделал для Русской церкви Всеволод Чаплин. carnegiemoscow.org (30 января 2020).
- Широко закрытые двери. Что случилось с русской церковью во время пандемии. car.typeco.de (30 апреля 2020).
- Между запретом и автокефалией. Что ждет Украинскую православную церковь. car.typeco.de (11 января 2023).
- Хранитель фантома СССР. Почему РПЦ поддерживает войну за империю. car.typeco.de (20 января 2023).
- Мистический менеджмент войны. Зачем РПЦ передают «Троицу» Рублева. car.typeco.de (31 мая 2023).
- Propaganda in holy orders: Africa, Ukraine, and the Russian Orthodox Church (англ.). ECFR (20 сентября 2023).
- Как громили российские вузы (англ.). Издательство Свободного университета (23 октября 2023). doi:10.55167/a5572fa5b0e8.

- Беседа с диаконом Андреем Кураевым. russ.ru. Русский журнал (22 февраля 2004).
- Итальянцы защищают Распятие. taday.ru. Татьянин день (13 ноября 2009).
- Елена Чудинова: «На слово ответили пулей». taday.ru. Татьянин День (20 ноября 2009).
- Протоиерей Александр Степанов – один из пассажиров взорванного «Невского экспресса». pravmir.ru. Правмир (30 ноября 2009).
- Умение вдохновить мужчину - важнейшее женское качество. taday.ru. Татьянин День (2 декабря 2009).
- Киндер, кюхе, кирхе. taday.ru. Татьянин День (3 декабря 2009).
- Митрополит Иона: Церковь существует для всех людей. taday.ru. Татьянин День (7 декабря 2009).
- Протоиерей Всеволод Чаплин: Если ты живешь верой... taday.ru. Татьянин День (11 декабря 2009).
- Русская трагедия, а не русское безобразие. taday.ru. Татьянин День (14 декабря 2009).
- Декабристы - отрицательные герои? taday.ru. Татьянин День (14 декабря 2009).
- Василий Моров: Мысль повязать русский народ царской кровью родилась задолго до 1917 года. taday.ru. Татьянин День (15 декабря 2009).
- Люди связывают с Церковью большие надежды. taday.ru. Татьянин День (31 декабря 2009).
- Музыкальная проповедь. Алексей Пузаков о творчестве архиепископа Илариона. taday.ru. Татьянин День (8 января 2010).
- Архиепископ Иларион: «Для меня очень важно, как публика реагирует на мою музыку». taday.ru. Татьянин День (11 января 2010).
- В этот день служение Церкви соединяется со служением образованию и науке. taday.ru. Татьянин День (24 января 2010).
- Психотерапия для учителей. taday.ru. Татьянин День (8 февраля 2010).
- Александр Сегень: При любых обстоятельствах нужно оставаться людьми. taday.ru. Татьянин День (12 марта 2010).
- Архимандрит Тихон (Шевкунов): Совет по культуре займется прояснением утраченных смыслов. taday.ru. Татьянин День (23 марта 2010).
- Псковская миссия: Церковь была с народом. taday.ru. Татьянин День (25 марта 2010).
- Богословское образование: разомкнуть систему. taday.ru. Татьянин День (29 марта 2010).
- Церкви дана свобода, а людям дана Церковь. taday.ru. Татьянин День (26 мая 2010).
- Христианское искусство Сибири. taday.ru. Татьянин День (28 мая 2010).
- Вандализм - это грех. taday.ru. Татьянин День (2 июня 2010).
- Православный институт для мирян. Версия 2.0. taday.ru. Татьянин День (7 июля 2010).
- Епископ Пантелеимон: Когда мы приходим к страдающим людям, мы приближаемся ко Христу. taday.ru. Татьянин День (23 августа 2010).
- Митрополит Климент: Необходимо дать людям точку опоры в идейном и этическом хаосе. taday.ru. Татьянин День (4 октября 2010).
- Православные СМИ: профессиональных проблем больше, чем этических. taday.ru. Татьянин День (5 октября 2010).
- Если завтра гей-парад? taday.ru. Татьянин День (13 октября 2010).
- Сохранять свободу наркомана - равнодушие, а не забота. taday.ru. Татьянин День (16 октября 2010).
- Русское богословие восстанавливает свои силы. taday.ru. Татьянин День (20 октября 2010).
- Архимандрит Тихон (Шевкунов): «Совет по культуре займется прояснением утраченных смыслов». taday.ru. Татьянин День (23 марта 2010).
- Православная Церковь живет сегодня и здесь. taday.ru. Татьянин День (18 ноября 2010).
- Встретить смерть как старого друга. pravmir.ru. Правмир (19 марта 2012).
- Майя Кучерская: Писатель должен оставаться свободен. pravmir.ru. Правмир (28 мая 2012).
- Ксения Лученко о жизни матушек без штампов. nsad.ru. Православный журнал «Нескучный сад» (11 октября 2012).
- «У Церкви нет задачи понравиться». colta.ru (15 марта 2013).
- Монах в миру? pravmir.ru. Правмир (8 апреля 2013).
- Книга про жен священников стала бестселлером. rg.ru. Российская газета (26 июня 2013).
- Александр Архангельский: «Делать интересно только то, что невозможно». colta.ru (26 августа 2013).
- Не катехизис для бизнесмена. pravmir.ru. Правмир (6 сентября 2013).
- Евгений Водолазкин: Человек в центре литературы. pravmir.ru. Правмир (29 января 2014).
- Татьяна Горичева: Из комсомола в экзистенциализм. pravmir.ru. Правмир (20 марта 2014).
- Протоиерей Георгий Митрофанов: По мироощущению я – белогвардеец. pravmir.ru. Правмир (26 марта 2014).
- Митрополит Чувашский Варнава: Архиерей не должен сидеть в клетке. pravmir.ru. Правмир (10 апреля 2014).
- Анна Шмаина-Великанова о людях, “верных бессмертию”. pravmir.ru. Правмир (30 апреля 2014).
- Художник Борис Диодоров: Самое страшное – это жить и не любить. pravmir.ru. Правмир (21 ноября 2014).
- Наталья Горбаневская: За мнения преследовать нельзя. pravmir.ru. Правмир (29 ноября 2014).
- Наталья Григоренко-Мень: Мы жили очень открыто. Правмир (9 сентября 2014).
- Владимир Легойда: «Мы никогда не отказываемся от диалога». pravmir.ru. Правмир (29 января 2014).
- Владимир Грамматиков: «Я снимаю фильмы о человеческом достоинстве». pravmir.ru. Правмир (20 января 2015).
- Рассказы блокадников - рассказ о блокаде матушки Натальи. pravmir.ru (27 января 2015).
- Игумен Петр (Мещеринов): О Вагнере и защите религиозных чувств. pravmir.ru. Правмир (10 марта 2015).
- Митрополит Каллист: То, о чем говорил владыка Антоний, достигало людских сердец. pravmir.ru. Правмир (19 марта 2015).
- Протоиерей Александр Степанов: Я в тюрьму раз сходил – и всё, увяз. pravmir.ru (15 апреля 2015).
- По дороге к небу: доверительный разговор журналиста и священника. pravmir.ru. Правмир (26 сентября 2015).
- Онкология - правда и мифы. pravmir.ru. Правмир (16 июня 2015).
- Вера Адельгейм: Год без отца Павла. pravmir.ru. Правмир (5 сентября 2015).
- Протоиерей Виктор Григоренко: Нас роднит открытость. pravmir.ru. Правмир (9 сентября 2015).
- Михаил Мень: Новаторам всегда сложно. pravmir.ru. Правмир (9 сентября 2015).
- Борис Любимов: Три главные темы в жизни – Церковь, литература и театр. pravmir.ru. Правмир (16 сентября 2015).
- Протоиерей Георгий Эдельштейн: Для меня главное — не врать. pravmir.ru. Правмир (24 сентября 2015).
- Сергей Мироненко: Не по-человечески, что кости столько лет лежат не захороненные. pravmir.ru. Правмир (8 октября 2015).
- Ксения Лученко – об исследованиях останков членов царской семьи. yeltsin.ru. Ельцин-центр (28 июля 2018).